# Dąbrowa Tarnowska (gemeente)
De gemeente Dąbrowa Tarnowska is een stad- en landgemeente in het Poolse woiwodschap Klein-Polen, in powiat Dąbrowski.
De zetel van de gemeente is in Dąbrowa Tarnowska.
Op 20 december 2007 telde de gemeente 20.199 inwoners.

## Oppervlaktegegevens
In 2002 bedroeg de totale oppervlakte van gemeente Dąbrowa Tarnowska 113,43 km², waarvan:
- agrarisch gebied: 74%
- bossen: 16%

De gemeente beslaat 21,52% van de totale oppervlakte van de powiat.

## Demografie
Stand op 30 juni 2004:
| Omschrijving                   | Totaal | Totaal | Vrouwen | Vrouwen | Mannen | Mannen |
| ------------------------------ | ------ | ------ | ------- | ------- | ------ | ------ |
| eenheid                        | aantal | %      | aantal  | %       | aantal | %      |
| inwoners                       | 20.199 | 100    | 10.222  | 50,6    | 9977   | 49,4   |
| bevolkingsdichtheid (inw./km²) | 178,1  | 178,1  | 90      | 90      | 88     | 88     |

In 2002 bedroeg het gemiddelde inkomen per inwoner 1218,83 zł.

## Administratieve plaatsen (sołectwo)
Brnik, Gruszów Mały, Gruszów Wielki, Laskówka Chorąska, Lipiny, Morzychna, Nieczajna Dolna, Nieczajna Górna, Smęgorzów, Sutków, Szarwark, Żelazówka.

## Aangrenzende gemeenten
Lisia Góra, Mędrzechów, Olesno, Radgoszcz, Szczucin, Żabno